# درداوات
الدَّرْدَاوَات أو الدُّرْد (الاسم العلمي: Edentata) هي أصنوفة قديمة من الثدييات المشيمية، متروكة الآن. شملت هذه الرتبة المدرعات، وآكلات النمل، والكسالى، وأمهات قرفة، وخنازير الأرض.
على الرغم من أن المصطلح المختار يشير إلى الدَّرَد -أي غياب الأسنان-، إلا أن أم قرفة وآكل النمل هي الوحيدة التي تفتقر فعليًا إلى الأسنان، ويُعتبر ذلك مثالًا على التطور التقاربي.
أثار تجانس هذه المجموعة جدلاً في النصف الثاني من القرن التاسع عشر، وفي عام 1872، صنّف توماس هكسلي أم قرفة وخنزير الأرض ضمن رتبة منفصلة. بعد ذلك بوقت قصير، اقترح إدوارد كوب مصطلح Xenarthra (غريبات المفاصل) لتجميع الدرداوات في أمريكا الجنوبية. هذا الفرع الحيوي، غريبات المفاصل، الذي لا يزال يعتبر صالحًا حتى يومنا هذا، أُكِّدَ من خلال التحليلات الجزيئية، وعادة ما تنقسم إلى رتبة المُشَعَّرات (آكلات النمل والكسالى) ورتبة الحزاميات (المدرعات).